# Тамаринский, Михаил Антонович
Михаил Антонович Тамаринский, Томаринский (1812—1841) — русский архитектор, воспитанник и пенсионер Императорской Академии художеств.

## Биография
Родился 15 (27) ноября 1812 года в Санкт-Петербурге; сын дьякона церкви при Императорской академии художеств.
Склонность к рисованию у него обнаружилась с малых лет. В 1822 году его приняли в Императорскую академию художеств, благодаря покровительству конференц-секретаря А. Ф. Лабзина, в качестве казенного воспитанника. Тамаринский избрал класс архитектуры и занимался под руководством адъюнкт-профессора Ивана Григорьевича Гомзина, а после смерти последнего — академика Константина Андреевича Тона. За время пребывания в Петербургской Академии художеств Tамаринский был награжден за архитектурные композиции в 1831 году малой серебряной медалью, в 1832 году — большой серебряной, а в 1833 году малой золотою медалью Академии.
В 1833 году Михаил Антонович Тамаринский окончил академический курс с аттестатом первой степени, и в том же году, по распоряжению академии, отправился в Псков для работ по реставрации местного собора. Когда восстановление было доведено до конца, ему предложено было место губернского архитектора в Пскове, но он отказался и вернулся в родной город, где в 1836 году по заданной Академией художеств теме представил изображение ярмарки, за что получил золотую медаль первой степени, давшую ему право на казённокоштное заграничное путешествие.
В 1837 году он поехал в Италию, где много рисовал с натуры, в Неаполе занимался в королевском музее копированием с древней живописи, бронзовых украшений и ваз. На способности Тамаринского обратили внимание, и ему было предложено реставрировать виллу Адриана, работы по которой он так и не успел довести до конца.
Умер 14 июня 1841 года[по какому календарю?] в Риме, не дожив и до тридцати лет; был похоронен на Некатолическом кладбище в Тестаччо. Его брат, Василий, напротив жил долго и умер в 1897 году в чине действительного статского советника.
Тамаринский считался одним из самых талантливых учеников К. А. Тона, и Императорская Академия художеств возлагала на него большие надежды.